# جنگ ساوی-والدوسی
جنگ ساوی-والدوسی (انگلیسی: Savoyard–Waldensian wars) مجموعه‌ای از درگیری‌ها بین مردم والدوسی‌ها که مذهب پروتستان داشتند و سربازان ساوی در دوک‌نشین ساوی که مذهب کاتولیک  داشتند این درگیری‌ها از سال ۱۶۵۵ تا ۱۶۹۰ ادامه داشت. عید پاک پیدمونتی در سال ۱۶۵۵ باعث درگیری شد. که بخش عمده آن آزار و اذیت و شکنجه‌های کلیسای والدوسی بود، و درگیری نظامی محسوب نمی‌شد. درنهایت جاشوا ژاناول (۱۶۱۷–۱۶۹۰) یکی از رهبران نظامی والدوسی بود که در برابر نیروهای دوک ساوی قرار گرفت.
درنهایت ۲۳ مه ۱۶۹۴ دوک ساوی رسماً فرمان‌های سال ۱۶۸۶ مبنی بر آزار و شکنجه والدوسی‌ها را لغو کرد. با فرمان ادغام مجدد به والدوسی‌ها اجازه داد بدون مزاحمت در مکان‌های سابق خود زندگی کنند. با این حال، این آشتی قرار بود مدت زیادی پایدار نباشد. در ۲۹ ژوئن ۱۶۹۶، ساووی صلح جداگانه ای با فرانسه منعقد کرد، با این شرایط که وال پروس تنها در صورتی به قلمرو ساوی ضمیمه می‌شد که هیچ پروتستانی در آنجا زندگی نکند و تمام مسیحیان اصلاح طلب متولد فرانسه از دوک نشین ساووی-پیه مونته اخراج شوند. دو سال بعد، در ۱ ژوئیه ۱۶۹۸، ویکتور آمادئوس فرمانی مبنی بر اخراج همه پروتستان‌های فرانسوی الاصل از ساووی-پیه مونته صادر کرد، که حدود ۳۰۰۰ نفر از آنها را مجبور به ترک دره‌های والدوسی طی دو ماه بعد از آن کرد.